# Hoàng Thụ Hiền
Hoàng Thụ Hiền (tiếng Trung: 黄树贤; bính âm: Huáng Shùxián; sinh tháng 9 năm 1954) là chính khách nước Cộng hòa Nhân dân Trung Hoa. Ông là Ủy viên Ban Chấp hành Trung ương Đảng Cộng sản Trung Quốc khóa XIX, nguyên Bộ trưởng Bộ Dân chính Trung Quốc. Ông từng là Bộ trưởng Bộ Giám sát Trung Quốc và Phó Bí thư Ủy ban Kiểm tra Kỷ luật Trung ương Đảng Cộng sản Trung Quốc (CCDI).

## Tiểu sử

### Thân thế
Hoàng Thụ Hiền là người Hán sinh tháng 9 năm 1954 tại Dương Trung, tỉnh Giang Tô.

### Giáo dục
Tháng 9 năm 1975 đến tháng 10 năm 1977, Hoàng Thụ Hiền theo học chuyên ngành văn triết sử lớp khoa học văn chương tại Đại học Nam Kinh.
Tháng 10 năm 1992 đến tháng 10 năm 1995, ông theo học tại chức lớp nâng cao chương trình học nghiên cứu sinh chuyên ngành kinh tế chính trị, Học viện Thương mại ở Đại học Nam Kinh.
Tháng 3 đến tháng 7 năm 2006, ông theo học lớp nâng cao cán bộ cấp tỉnh bộ tại Trường Đảng Trung ương Đảng Cộng sản Trung Quốc. Tháng 5 đến tháng 7 năm 2010, ông theo học lớp nâng cao cán bộ cấp tỉnh bộ ở Trường Đảng Trung ương.

### Sự nghiệp
Tháng 9 năm 1977, Hoàng Thụ Hiền gia nhập Đảng Cộng sản Trung Quốc. Tháng 10 năm 1977, Hoàng Thụ Hiền làm quyền Trưởng trạm Trạm Văn hóa, Công xã Trường Vượng, huyện Dương Trung, tỉnh Giang Tô.
Tháng 5 năm 1978 đến tháng 1 năm 1982, Hoàng Thụ Hiền là thư ký Văn phòng Huyện ủy huyện Dương Trung và được bổ nhiệm làm Phó Chủ nhiệm Văn phòng Huyện ủy Dương Trung, tỉnh Giang Tô. Tháng 1 năm 1982, ông được luân chuyển làm Phó Bí thư Đảng ủy công xã Tân Bá và được bổ nhiệm giữ chức vụ Bí thư Đảng ủy công xã Tân Bá, huyện Dương Trung. Tháng 9 năm 1983 đến tháng 1 năm 1985, Hoàng Thụ Hiền được bổ nhiệm làm Phó Bí thư Huyện ủy Dương Trung, quyền Huyện trưởng huyện Dương Trung và được cử giữ chức vụ Bí thư Huyện ủy Dương Trung, tỉnh Giang Tô. Tháng 1 năm 1985, Hoàng Thụ Hiền được điều chuyển làm Bí thư Đoàn Thanh niên Cộng sản Tỉnh ủy tỉnh Giang Tô.
Tháng 11 năm 1994, ông được bổ nhiệm làm Ủy viên Thường vụ Ủy ban Kiểm tra Kỷ luật Tỉnh ủy Giang Tô. Tháng 3 năm 1995, ông được bổ nhiệm làm Ủy viên Thường vụ Ủy ban Kiểm tra Kỷ luật Tỉnh ủy Giang Tô kiêm Phó Giám đốc Sở Giám sát tỉnh Giang Tô. Tháng 5 năm 1997, ông được bổ nhiệm giữ chức Phó Bí thư Ủy ban Kiểm tra Kỷ luật Tỉnh ủy Giang Tô kiêm Giám đốc Sở Giám sát tỉnh Giang Tô. Tháng 12 năm 2000, Hoàng Thụ Hiền được bổ nhiệm làm Thứ trưởng Bộ Giám sát Trung Quốc. Tháng 11 năm 2002, tại Đại hội Đảng Cộng sản Trung Quốc lần thứ 16, ông được bầu làm Ủy viên Thường vụ Ủy ban Kiểm tra Kỷ luật Trung ương Đảng Cộng sản Trung Quốc (CCDI) kiêm Thứ trưởng Bộ Giám sát. Tháng 10 năm 2007, tại Đại hội Đảng Cộng sản Trung Quốc lần thứ 17, Hoàng Thụ Hiền được bầu làm Phó Bí thư Ủy ban Kiểm tra Kỷ luật Trung ương Đảng Cộng sản Trung Quốc kiêm Thứ trưởng Bộ Giám sát. Tháng 12 năm 2007, ông được miễn nhiệm chức vụ Thứ trưởng Bộ Giám sát. Ngày 14 tháng 11 năm 2012, tại Đại hội Đảng Cộng sản Trung Quốc lần thứ 18, ông được bầu làm Ủy viên Ban Chấp hành Trung ương Đảng Cộng sản Trung Quốc khóa XVIII.
Chiều ngày 16 tháng 3 năm 2013, phiên họp toàn thể lần thứ 6, kỳ họp thứ nhất Đại hội đại biểu Nhân dân toàn quốc (Quốc hội Trung Quốc - NPC) khóa 12 đã phê chuẩn Hoàng Thụ Hiền giữ chức vụ Bộ trưởng Bộ Giám sát Trung Quốc đồng thời kiêm nhiệm chức vụ Cục trưởng Cục Dự phòng Chống Tham nhũng Quốc gia. Ngày 7 tháng 11 năm 2016, tại Hội nghị lần thứ 24 của Ủy ban Thường vụ Đại hội Đại biểu Nhân dân toàn quốc Trung Quốc khóa XII, Hoàng Thụ Hiền được phê chuẩn bổ nhiệm giữ chức vụ Bộ trưởng Bộ Dân chính Trung Quốc thay cho ông Lý Lập Quốc. Tháng 12 năm 2016, ông được miễn nhiệm chức vụ Phó Bí thư Ủy ban Kiểm tra Kỷ luật Trung ương Đảng Cộng sản Trung Quốc (CCDI).
Ngày 24 tháng 10 năm 2017, tại Đại hội Đảng Cộng sản Trung Quốc lần thứ XIX, Hoàng Thụ Hiền được bầu làm Ủy viên Ban Chấp hành Trung ương Đảng Cộng sản Trung Quốc khóa XIX. Sáng ngày 19 tháng 3 năm 2018, kỳ họp thứ nhất Đại hội đại biểu Nhân dân toàn quốc (Quốc hội Trung Quốc) khóa 13 đã tổ chức Hội nghị toàn thể lần thứ 7 tiếp tục bầu ông giữ chức vụ Bộ trưởng Bộ Dân chính Trung Quốc nhiệm kỳ 2018 đến năm 2023.